# Siergiej Berkner
Siergiej (Szmerł) Samuiłowicz Berkner (ur. 1923, zm. 15 lutego 2022 w Woroneżu) – radziecki i rosyjski anglista pochodzenia żydowskiego, działacz konspiracji żydowskiej w trakcie II wojny światowej, uczestnik ruchu oporu w getcie białostockim.

## Życiorys
W trakcie okupacji niemieckiej działał w ruchu oporu na terenie getta białostockiego. W lipcu 1943 na krótko przed likwidacją getta i wybuchem powstania, opuścił getto na polecenie swojej organizacji i dołączył do żydowskiego oddziału partyzanckiego. W oddziale tym poznał swoją żonę Galinę, która również uciekła z getta i w lutym tego samego roku dołączyła do partyzantów. Na wiosnę 1944 jego oddział połączył się z większym oddziałem partyzantów radzieckich, a w lipcu 1944 dołączył do Armii Czerwonej. Następnie Berkner przez rok pracował w milicji i wydziale do walki z bandytyzmem regionalnego NKWD. 
Po wojnie ukończył anglistykę na Wydziale Języków Obcych Grodzieńskiego Instytutu Pedagogicznego i osiadł wraz z żoną w Uljanowsku, gdzie uczył języka angielskiego. Następnie podjął pracę na Wydziale Językoznawstwa Angielskiego Woroneskiego Uniwersytetu Państwowego, a od 1962 w Instytucie Pedagogicznym w Woroneżu, gdzie kierował Wydziałem Językoznawstwa Angielskiego. Amatorsko Berkner zajmował się popularyzacją historii i zbierał materiały źródłowe dotyczące Holokaustu i udziału Żydów w wielkiej wojnie ojczyźnianej. W 2001 ukazała się jego książka pt. Жизнь и борьба Белостокского гетто Записки участника Сопротивлени (Życie i walka białostockiego getta), wznowiona w 2021. 
Jego żona zmarła w 2010. Siergiej Berkner zmarł 15 lutego 2022 i został pochowany na Starym Cmentarzu Żydowskim w Woroneżu.